# BB Parallel World
BB Parallel World (jap. BBパラレルワールド BB Parareru Wārudo) – czwarty album studyjny zespołu An Cafe, wydany 9 września 2009 roku w Japonii oraz 3 października 2009 roku w Europie. Album osiągnął 20 pozycję w rankingu Oricon.

## Lista utworów

### CD
Wszystkie utwory zostały napisane przez Miku.
| Nr  | Tytuł                                                                                 | Kompozycja | Czas |
| --- | ------------------------------------------------------------------------------------- | ---------- | ---- |
| 1.  | "Let's Brand New Wave"                                                                | Takuya     | 3:50 |
| 2.  | "Natsu koi★natsu GAME" (jap. 夏恋★夏GAME Natsu koi★natsu GAME)                        | Takuya     | 4:06 |
| 3.  | "Ichigo" (jap. 苺)                                                                    | Teruki     | 3:55 |
| 4.  | "Passion!!"                                                                           | Takuya     | 3:54 |
| 5.  | "NYAPPY in the parallel world"                                                        | Takuya     | 4:42 |
| 6.  | "alone"                                                                               | Takuya     | 5:02 |
| 7.  | "AROMA"                                                                               | An Cafe    | 4:40 |
| 8.  | "Bushidō to iu wa shinukoto to mitsuketari" (jap. 武士道とい云ふは死ぬ事と見付けたり) | Teruki     | 3:48 |
| 9.  | "SUMMER DIVE ~AMA TORO PEACH☆BEACH~" (jap. SUMMER DIVE～甘トロPEACH☆BEACH～)          | Teruki     | 4:37 |
| 10. | "MY HEART LEAPS FOR "C" "                                                             | An Cafe    | 3:34 |
| 11. | "YOU"                                                                                 | An Cafe    | 5:10 |

### DVD
| Nr | Tytuł                                 | Czas |
| -- | ------------------------------------- | ---- |
| 1. | "SUMMER DIVE" (Music clip)            |      |
| 2. | "MY HEART LEAPS FOR"C" " (Music clip) |      |
| 3. | "AROMA" (Music clip)                  |      |
| 4. | "Natsu koi★natsu GAME" (music clip)   |      |

## Członkowie zespołu
- Miku – wokal
- Takuya – gitara elektryczna
- Kanon – gitara basowa
- Teruki – perkusja
- Yu-ki – Klawisze

## Notowania
| Lista  | Pozycja |
| ------ | ------- |
| Oricon | #20     |